# Plavi voz
Pour les articles homonymes, voir Train bleu.

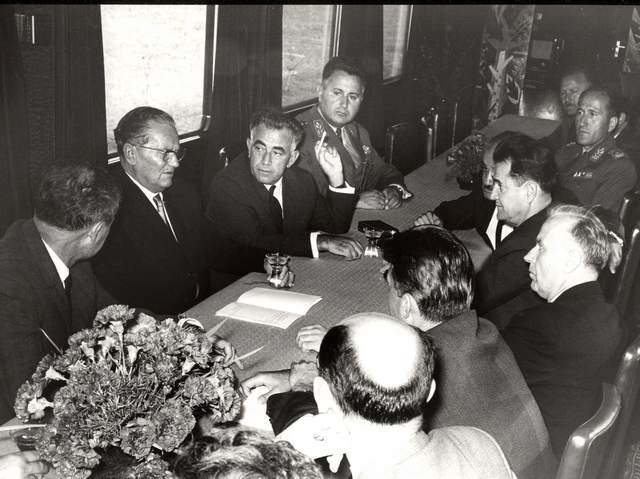
Le wagon de conférence du Plavi voz.

Plavi voz, soit le train bleu de Tito (en serbe ; en croate : Plavi vlak, en slovène : Modri vlak, en macédonien : Siniot voz) est le nom populaire de l'ancien train de luxe d'État du maréchal yougoslave Josip Broz Tito, président de la Yougoslavie. Plus de 60 hommes d’État et dirigeants mondiaux ont voyagé à bord du train bleu pendant son service. Une partie du matériel roulant survivant est désormais exploitée comme attraction touristique sur la ligne de chemin de fer Belgrade-Bar,.

## L'ère Tito

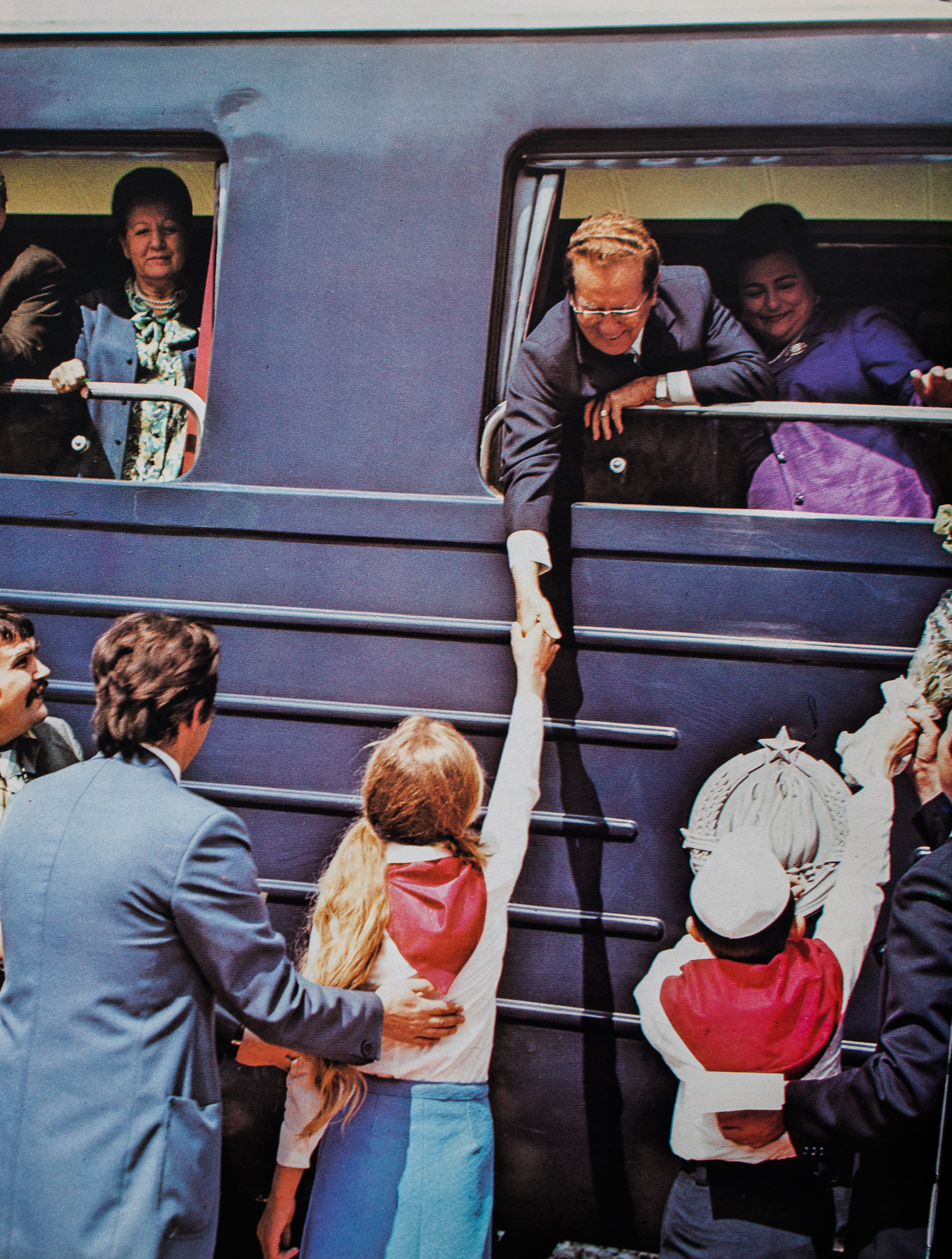
Tito et sa femme à bord du train bleu lors de l'ouverture de la ligne ferroviaire Belgrade-Bar.

Officiellement, c'est en 1946 que Tito utilise un train d'État pour la première fois. Des voitures-salons et une locomotive peintes en bleu spécialement fabriquées pour lui ont été utilisées à partir de 1956. La construction des wagons a été confiée aux usines de construction de wagons GOŠA à Smederevska Palanka et Boris Kidrič de Maribor. Des bois nobles (acajou, noyer et cerisier) sont utilisés pour l'intérieur, avec des éléments de décoration intérieure Art déco. En plus de la voiture-salon de Tito avec son cabinet, la composition comprenait également une voiture-restaurant, ainsi qu'un véhicule de transport couvert. La station opérationnelle du Plavi voz était et est toujours la station Topčider dans le quartier important de Dedinje, non loin de la résidence de Tito à Belgrade. Tito a parcouru plus de 600 000 km à bord du Train Bleu, voyageant sur les voies à travers la Yougoslavie mais aussi à l'extérieur de celle-ci, entre autres vers la France, la Pologne, l'Autriche, la Hongrie, la Roumanie, la Bulgarie, la Grèce et l'URSS. Le Plavi voz a également été utilisé pour conduire Tito et sa femme aux îles Brijuni pendant l'été, ainsi que pour accueillir des réunions avec d'importants dignitaires étrangers. Parmi ceux qui ont voyagé dans le train en tant qu'invités de Tito se trouvaient Haile Selassie, François Mitterrand, Yasser Arafat, Jawaharlal Nehru, Sukarno et, en octobre 1972, la reine Elizabeth II. Après la mort de Tito, le train a transporté son cercueil de Ljubljana à Belgrade.

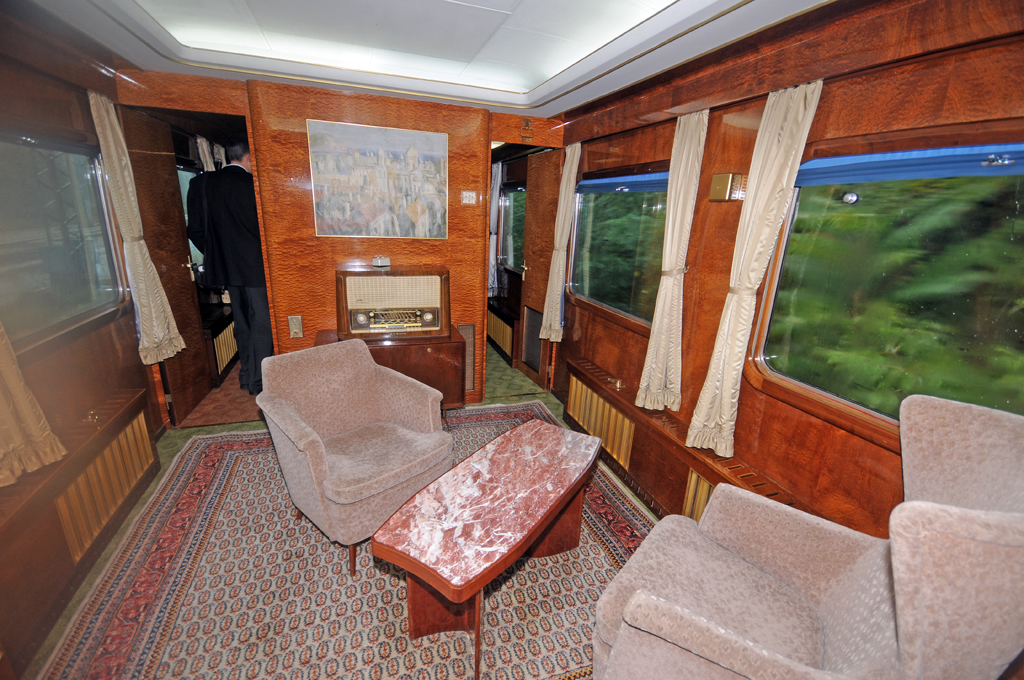
Le salon de Tito dans le train bleu.

## Compositions du train
Le Train Bleu dispose d'un salon formel avec une salle à manger, de trois voitures-salons avec appartements, d'une cuisine, d'un restaurant et d'un fourgon à bagages fermé spécial pour le transport des voitures. Il dispose d'un total de 92 places et la capacité totale des voitures-lits est de 90 lits. L'intérieur du train est principalement constitué de bois. L'acajou, le poirier et le noyer sont les essences utilisées, et les salons et les couloirs ont été décorés d'incrustations.

### Restaurant Kola (série WR, 88-69)
Cette voiture se compose d'une salle à manger de 28 places, d'un salon de 8 places, d'un bar et d'une cuisine. La vitesse maximale de circulation est de 140 km/h. Mode d'échange « NON » ; par conséquent, l'unité ne peut circuler que dans le train bleu. Les voitures disposent d'un système sonore (interne, qui est à deux canaux et externe) et d'installations téléphoniques. La voiture est chauffée à la vapeur.

### Appartements Salon (série Salon, 89-69)

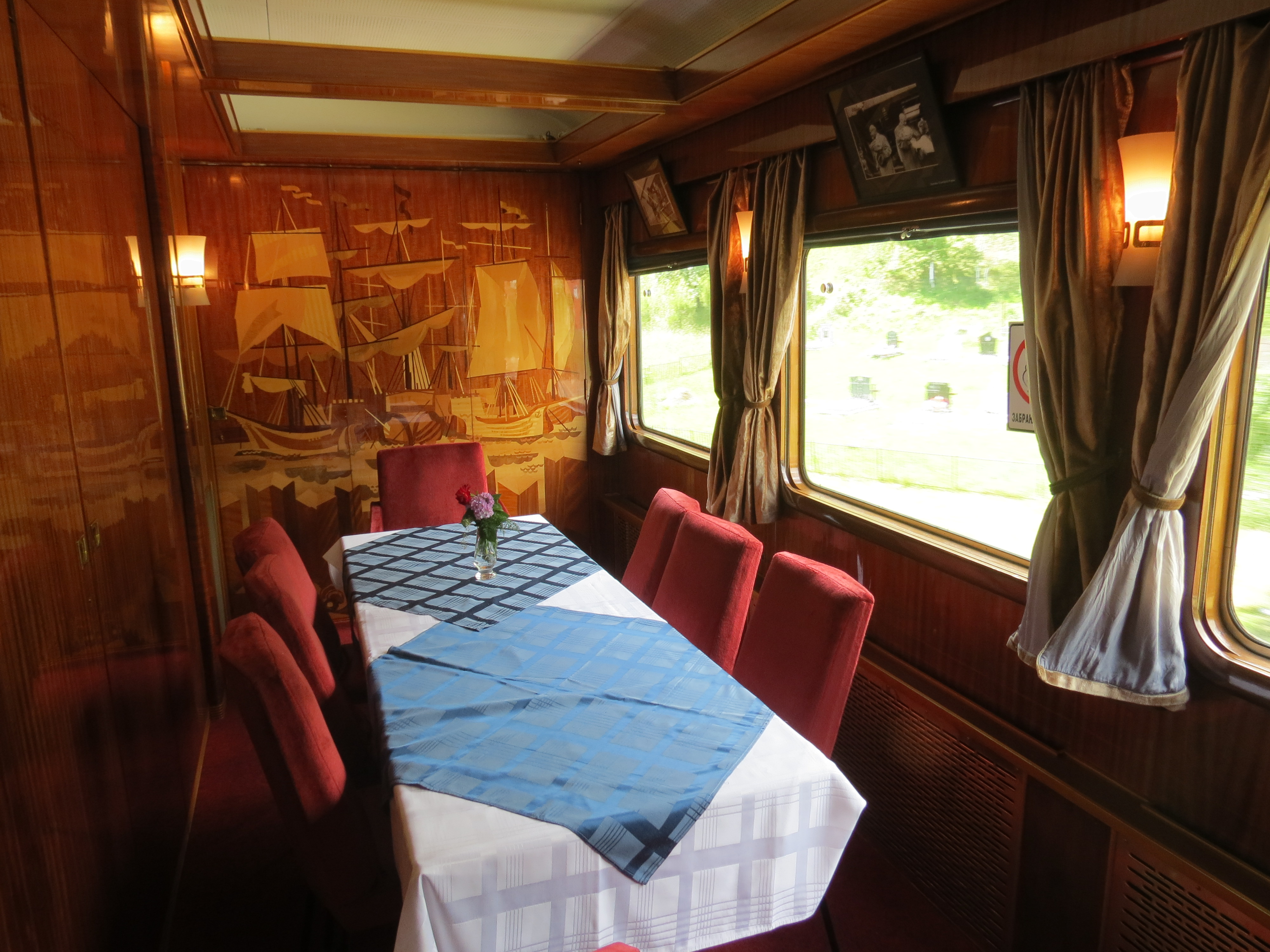
8 seat Salon car, with conference table

Les appartements sont climatisés et se composent de deux suites avec un lit chacune, un bureau, une salle de bain, un coin salon, deux fauteuils et une armoire avec une « annexe » aux murs tapissés de papier peint en soie utilisé par le « compagnon » du président. Les autres voitures disposent de deux lits luxueux et de quatre lits doubles, d'un cabinet de travail, d'une salle de bain, d'un salon pour huit personnes et d'une kitchenette. Ils sont climatisés. La vitesse maximale de ces voitures est 140 km/h. Mode d'échange "NON". Ils ne peuvent voyager que dans le train bleu. Les voitures disposent d'un système audio (interne, qui est à deux canaux et externe) et d'installations téléphoniques, et sont chauffées à la vapeur.

### Salon formel - salle à manger (série Salon, 89-69)
Ces voitures sont climatisées. La salle de banquet a une capacité de 28 places, tandis que le coin salon dispose de 10 fauteuils. Les voitures sont équipées d'un système audio complet et d'un projecteur de cinéma. La vitesse maximale de la voiture est 140 km/h. Mode d'échange "NON". Ils ne peuvent voyager qu'à bord du train bleu. Les voitures disposent également d'installations téléphoniques. La voiture est chauffée à la vapeur.

### Kola - cuisine (série SK, 88-69)
Les voitures de la série SK sont des voitures-cuisine et doivent être couplées aux voitures énergétiques du Train Bleu. La capacité de préparation des repas est de 300 repas. Ils ne peuvent voyager qu'à bord du train bleu. Le circuit est alimenté par de l'électricité 3 x 300 volts, 50 Hz, et chauffé par de la vapeur. Les voitures sont équipées d'installations téléphoniques et de systèmes audio (internes, qui sont à deux canaux et externes). La vitesse maximale de circulation est 140 km/h. Mode d'échange « NON ».

### Wagons pour le transport de voitures (série MD, 98-30)
Les voitures de la série MD sont des wagons à bagages fermés à un seul étage destinés au transport de voitures. Ils sont équipés de dispositifs permettant de laver la voiture pendant le voyage. Il peut voyager dans les trains réguliers. La capacité de la voiture MD est de 4 voitures. La hauteur maximale autorisée des véhicules pouvant être chargés est de 1,75 mètre. La voiture dispose d'un système de chauffage électrique traversant, de son propre chauffage HAGENUK, de deux ou d'un lit supplémentaire pour le compagnon de voiture. La vitesse maximale 140 km/h. Mode d'échange "NON".

### Voitures de salon (série Salon, 09-80)
La capacité de la voiture est de dix lits doubles et un simple (6 cabines). Ils disposent d'un coin salon, d'un WC à aspiration, d'une salle de bain dans la cabine principale, d'une cuisine. Les voitures sont climatisées. La vitesse maximale de ces voitures est de 160 km/h. Mode d'échange « RIC ». Circuit de type « Z », peut donc voyager dans les trains réguliers. Les wagons disposent d'un générateur diesel MERCEDES de 56 kW et d'un appareil de chauffage automobile multi-système HAGENUK avec la possibilité de choisir une source de chauffage : électricité, fioul ou vapeur.

### Personnel
En plus du matériel roulant, le personnel du service des trains spéciaux était également nécessaire pour exploiter efficacement le train spécial. Elle comptait entre 20 et 32 employés, avec une tendance à la réduction,.

### Locomotives
Les premières locomotives dédiées au Train Bleu étaient trois JŽ classe 11 4-8-0 repeintes ; l'une d'entre elles est aujourd'hui conservée à Belgrade. Elles ont été remplacées par trois Krauss-Maffei ML 2200 C'C' achetés en Allemagne de l'Ouest. Celles-ci étaient classés comme moteurs JŽ D66/761 et étaient basés sur la classe DB V 200.
En 1978, quatre locomotives EMD JT22CW-2 de la division Electro-Motive, désignées comme la série ŽS 666, ont été acquises par les chemins de fer yougoslaves pour être utilisées sur le train, d'où leur livrée entièrement bleue. Tous les quatre ne sont plus opérationnels et sont stockés, en attendant une révision complète. Elles ont été nommées d'après les batailles de la Seconde Guerre mondiale :
- 001 - Dinara
- 002 - Kozara
- 003 - Sutjeska
- 004 - Neretva

Locomotives du train bleu de Tito
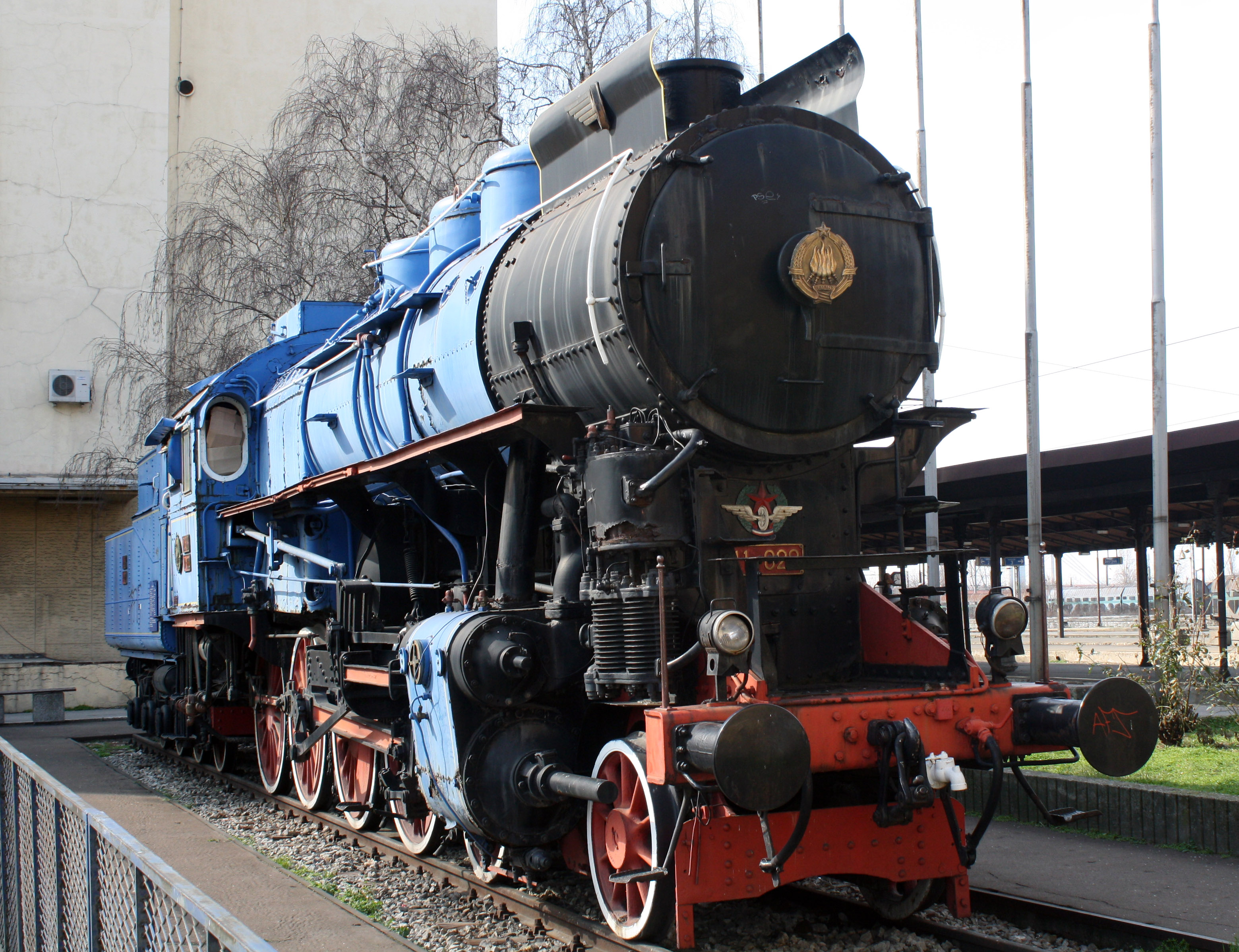
Une classe JŽ 11 qui a été utilisée pour le Train Bleu de Tito, exposée devant l'ancienne gare centrale de Belgrade.
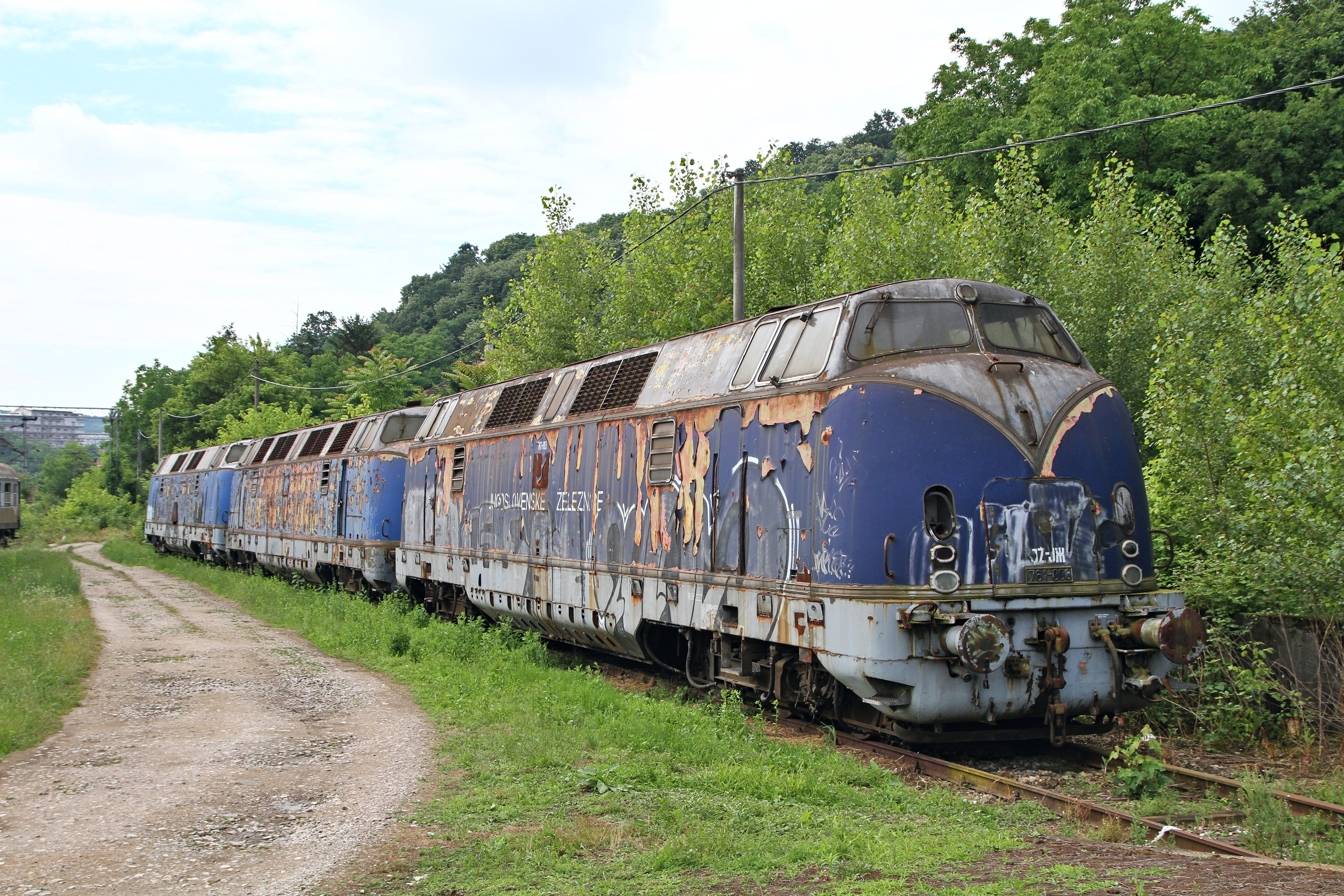
JŽ D66/761s (moteurs basés sur la DB Classe V 200) du Train Bleu de Tito.
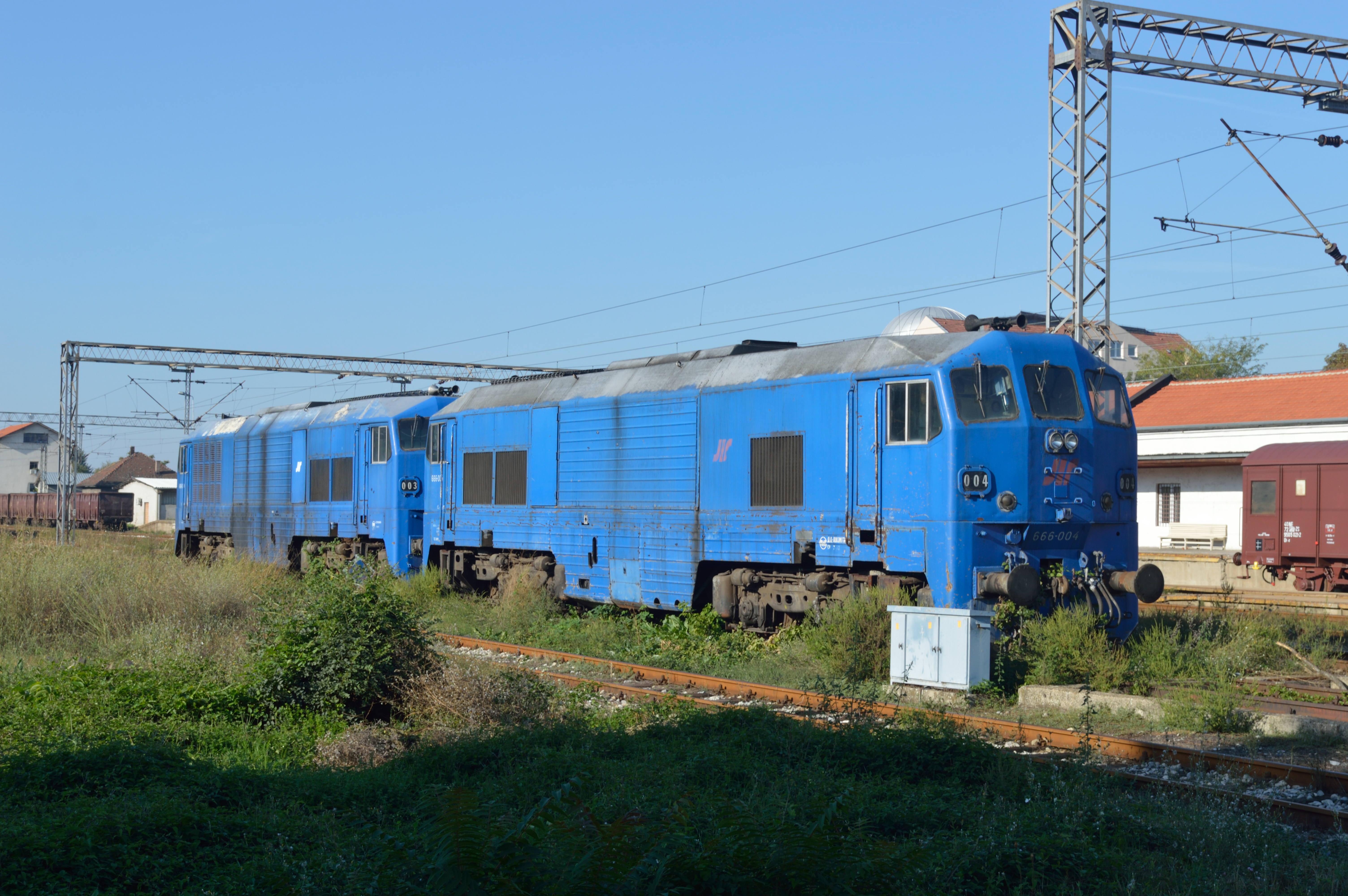
Locomotives JŽ 666 (EMD JT22CW-2) 666.003 et 666.004.

### Autorail automoteur

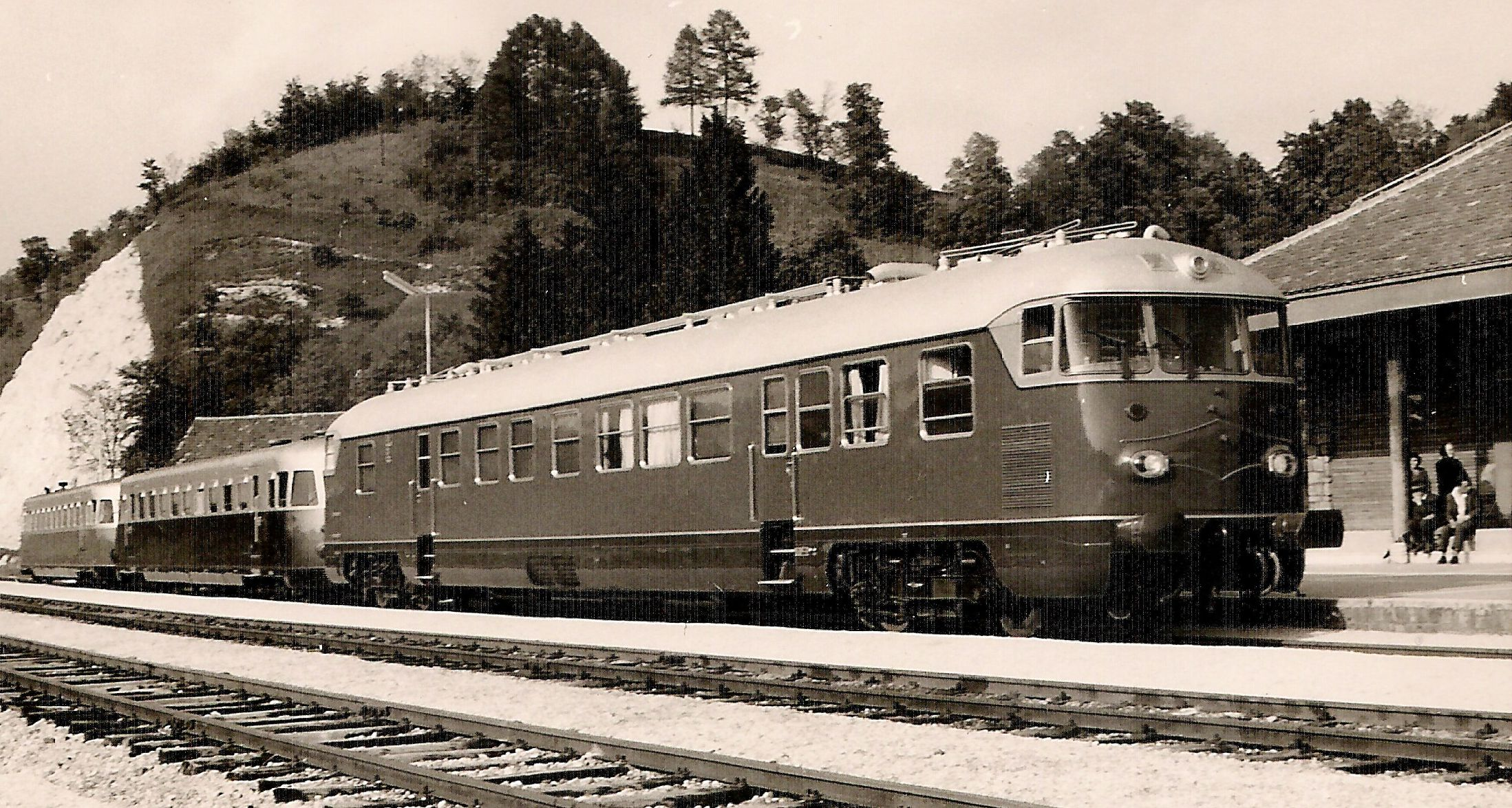
Train à moteur diesel.

Le Train Bleu comprend une berline automotrice et une remorque berline de type appartement avec climatisation, construites en Allemagne en 1961 et agrandies en 1962 à Maribor. La capacité du salon automoteur est de six cabines (12 lits doubles) ; le salon dispose d'une cuisine, de sa propre source de chauffage et de la possibilité de chauffage électrique à partir d'un générateur diesel. Le train possède deux moteurs diesel indépendants et développe une vitesse de 120 km/h.

## Après Tito

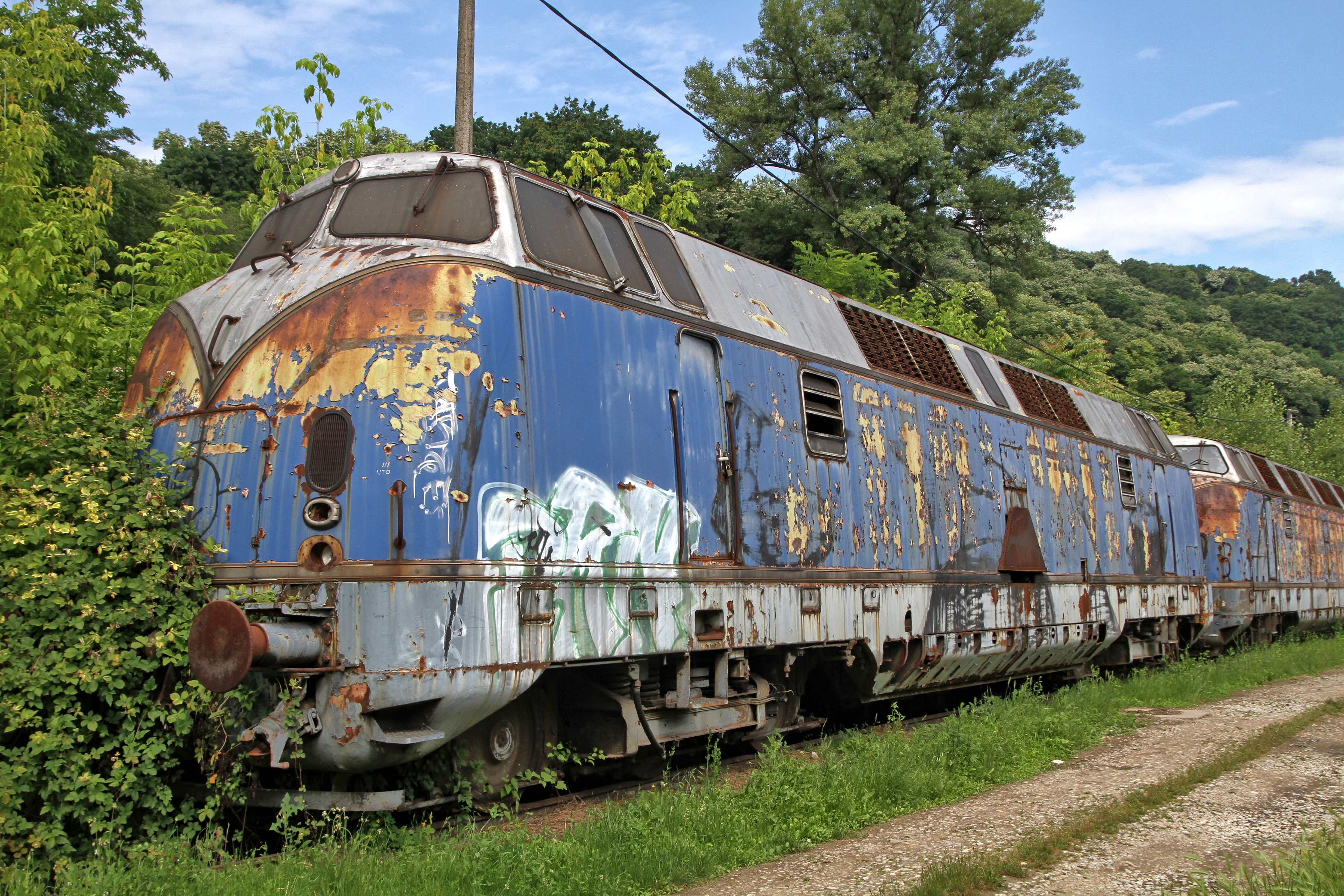
JŽ D66/761 tel qu'il apparaît stocké chez Topčider, (2016)

Le train transporta Tito et sa femme Jovanka pour la dernière fois lors du transfert du corps du président de Ljubljana à Belgrade via Zagreb, le 5 mai 1980. Dans les jours qui ont suivi la mort du président et les funérailles nationales, les médias yougoslaves ont montré des foules de citoyens se tenant le long du trajet du train en Slovénie, en Croatie et en Serbie pour lui rendre hommage.
La dernière tournée officielle du Train Bleu a eu lieu sous la présidence de Slobodan Milošević lors de la célébration du 600e anniversaire de la bataille du Champ des Merles, le 28 juin 1989 : Milošević  prendle train Bleu jusqu'à Gazimestan, où Mil rononcéeson discours du Champ des Merles. Après cela, le Plavi voz ne sera plus utilisé comme symbole d'État ni comme insigne de pouvoir pour les événements publics officiels. Dans les années qui suivirent, alors que la Yougoslavie se disloque, le Train Bleu est laissé dans les hangars du dépôt de Topčider à Belgrade, et les locomotives sont utilisées pour tracter des trains de marchandises et de voyageurs. Les wagons sont restés inutilisés jusqu'en 2004, date à laquelle ils ont été ouverts au grand public et les touristes nationaux et étrangers ont commencé à les visiter. Pour la première fois, les citoyens ordinaires ont eu l'occasion de constater par eux-mêmes le luxe jusqu'alors inaccessible du train, qui avait été utilisé par plus de soixante hommes d'État et délégations d'État étrangers. Depuis 2007, des parties du train bleu sont utilisées pour des voyages touristiques. Depuis fin 2009, une composition avec un wagon-salon circule chaque jour sur la ligne ferroviaire Belgrade–Bar. Certains wagons et matériels roulants non fonctionnels peuvent être visités moyennant un droit d'entrée.

## Galerie

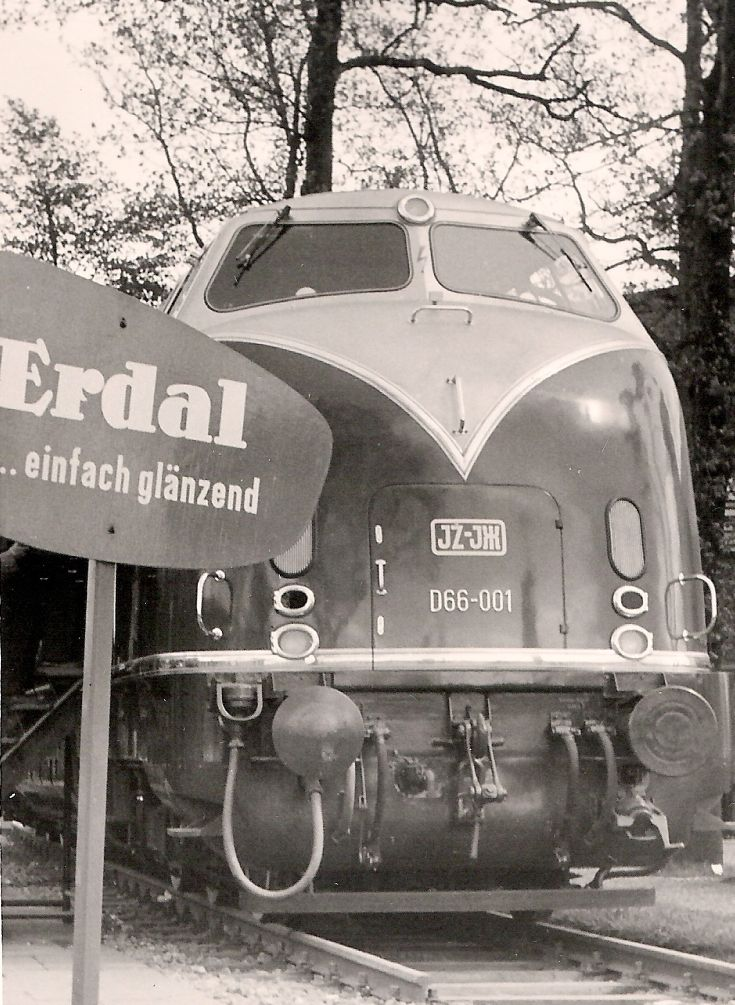
Locomotive diesel à six essieux Krauss-Maffei ML 2200 CC pour les chemins de fer yougoslaves, avril 1957.
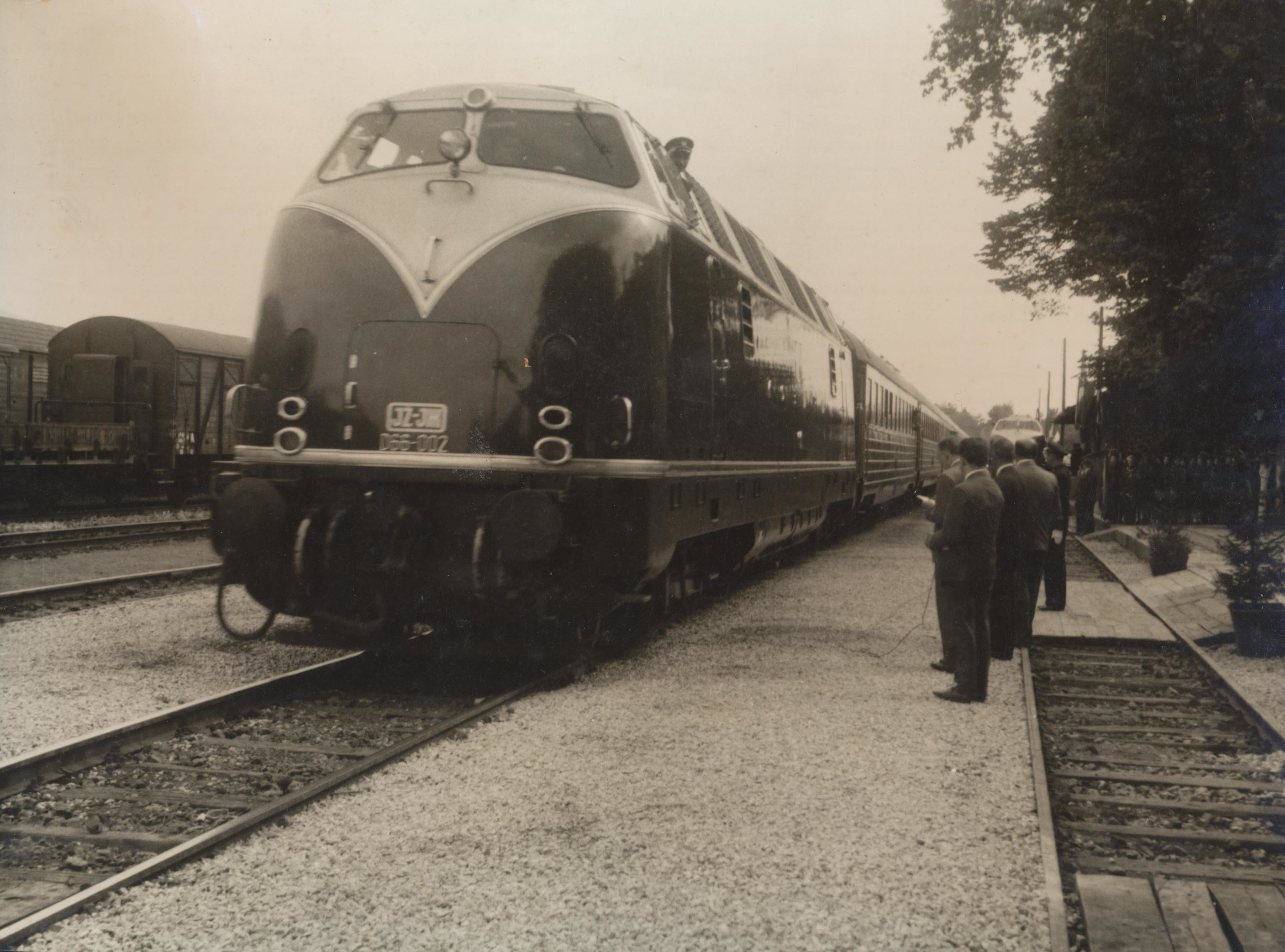
Train bleu à Pirot, le 29 septembre 1965.
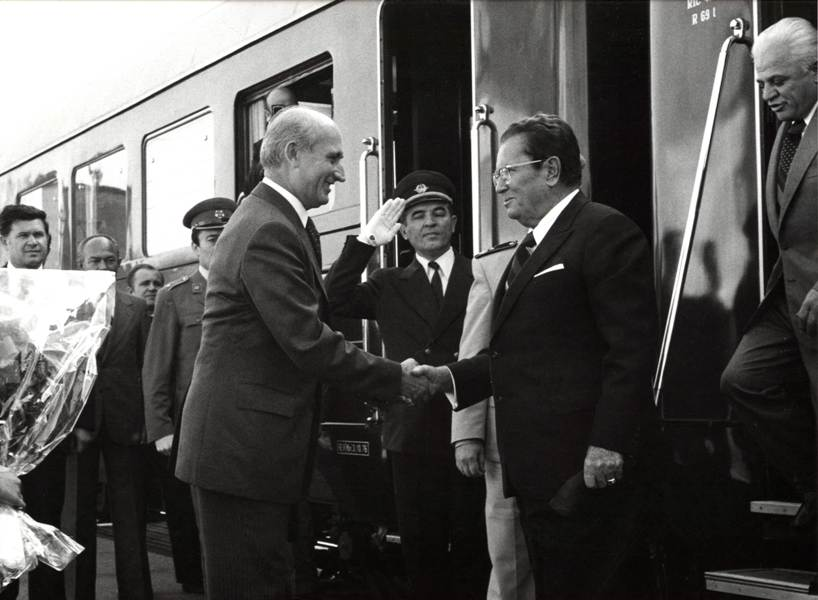
Le major Nandor à la réception du président Tito, le 30 septembre 1977.
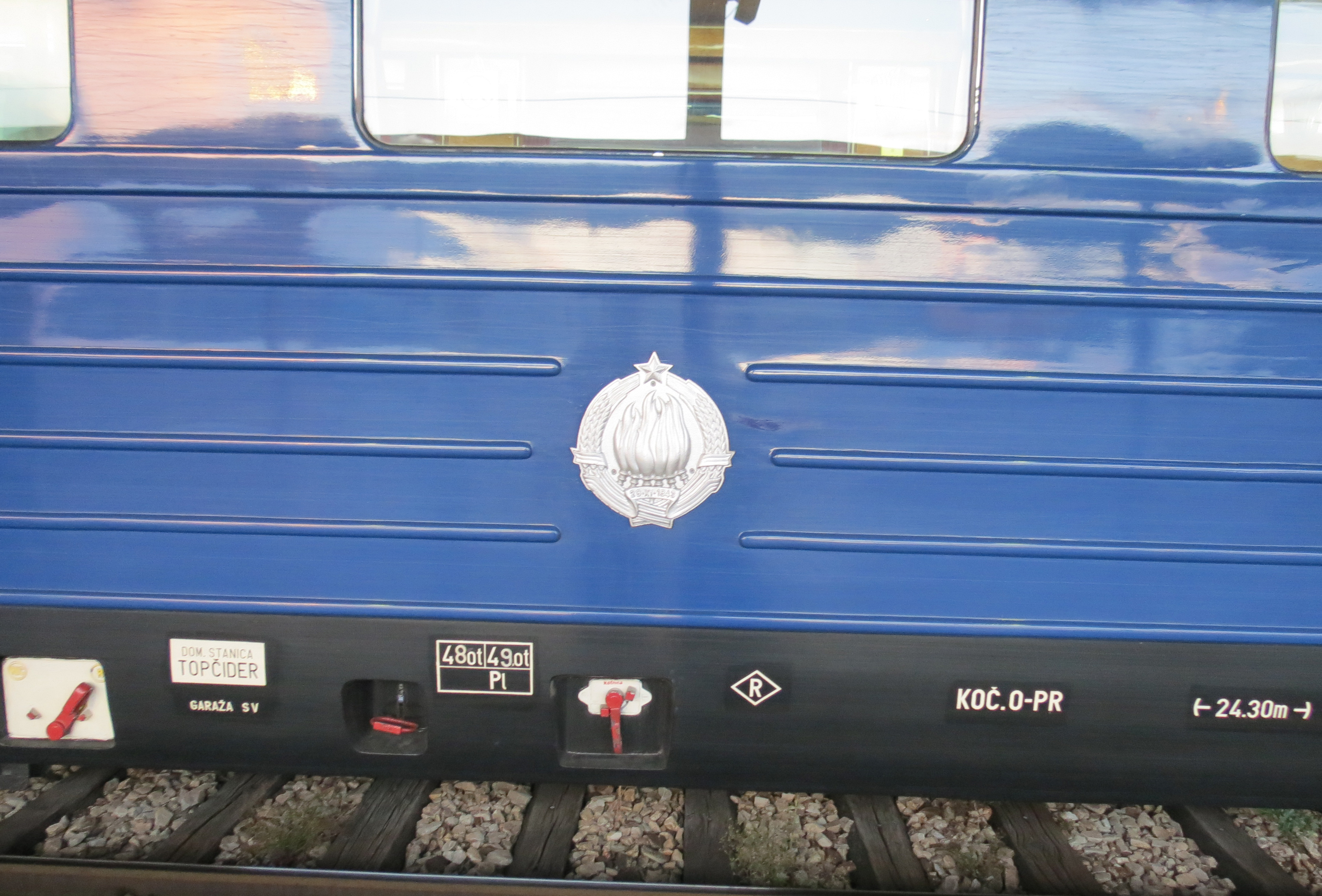
Blason du SFRJ.
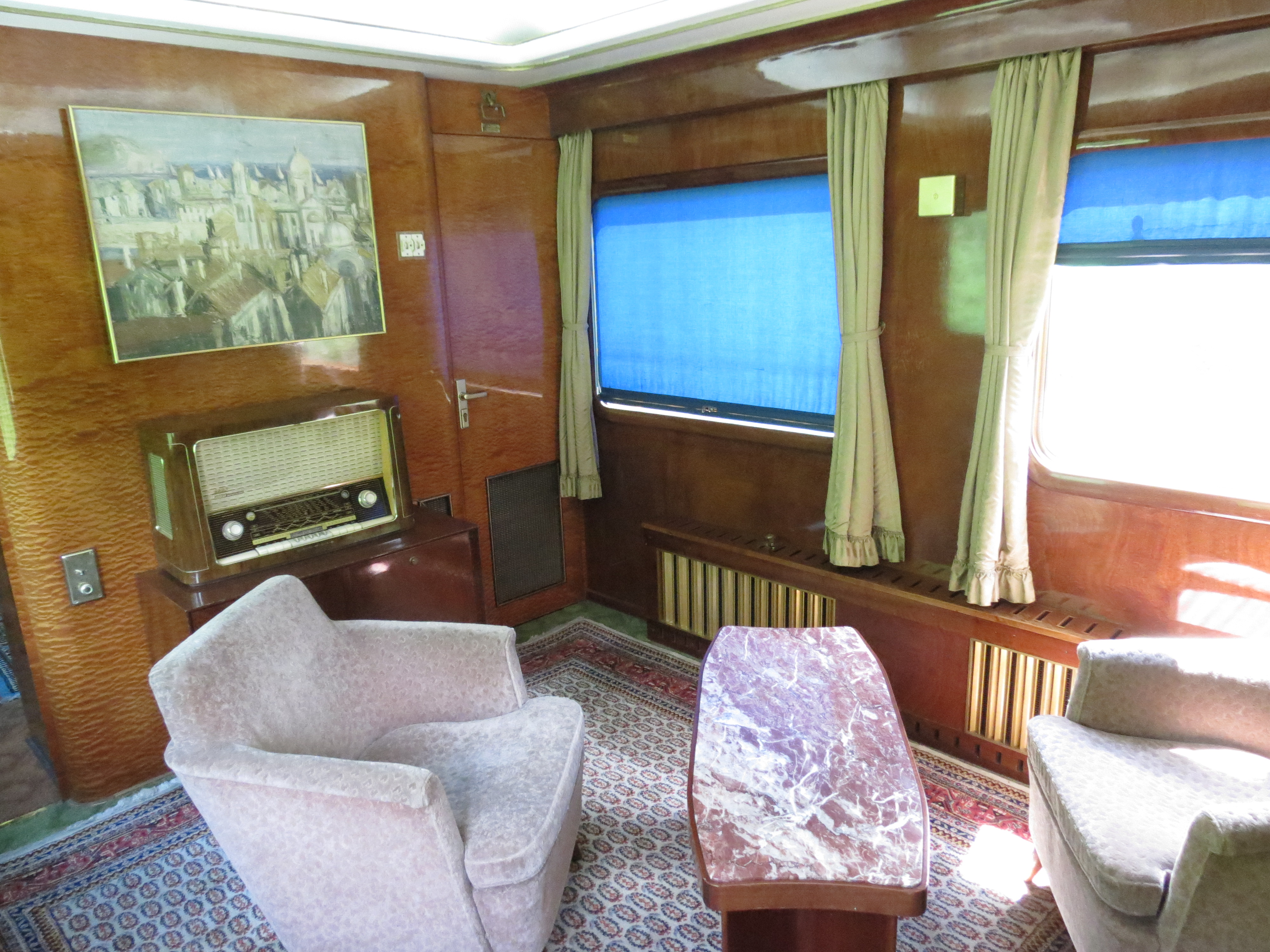
Petit salon privé.
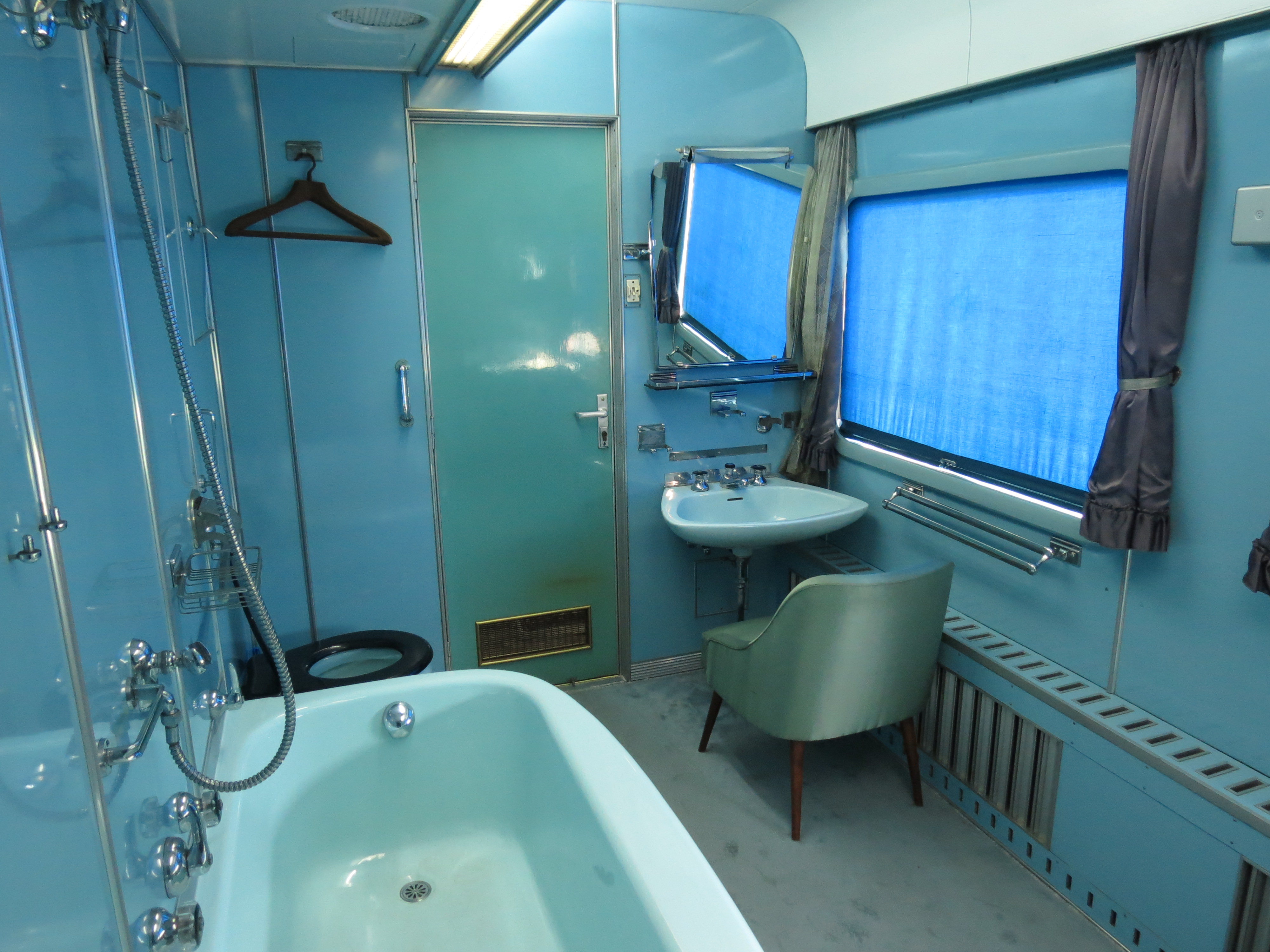
Salle de bain.
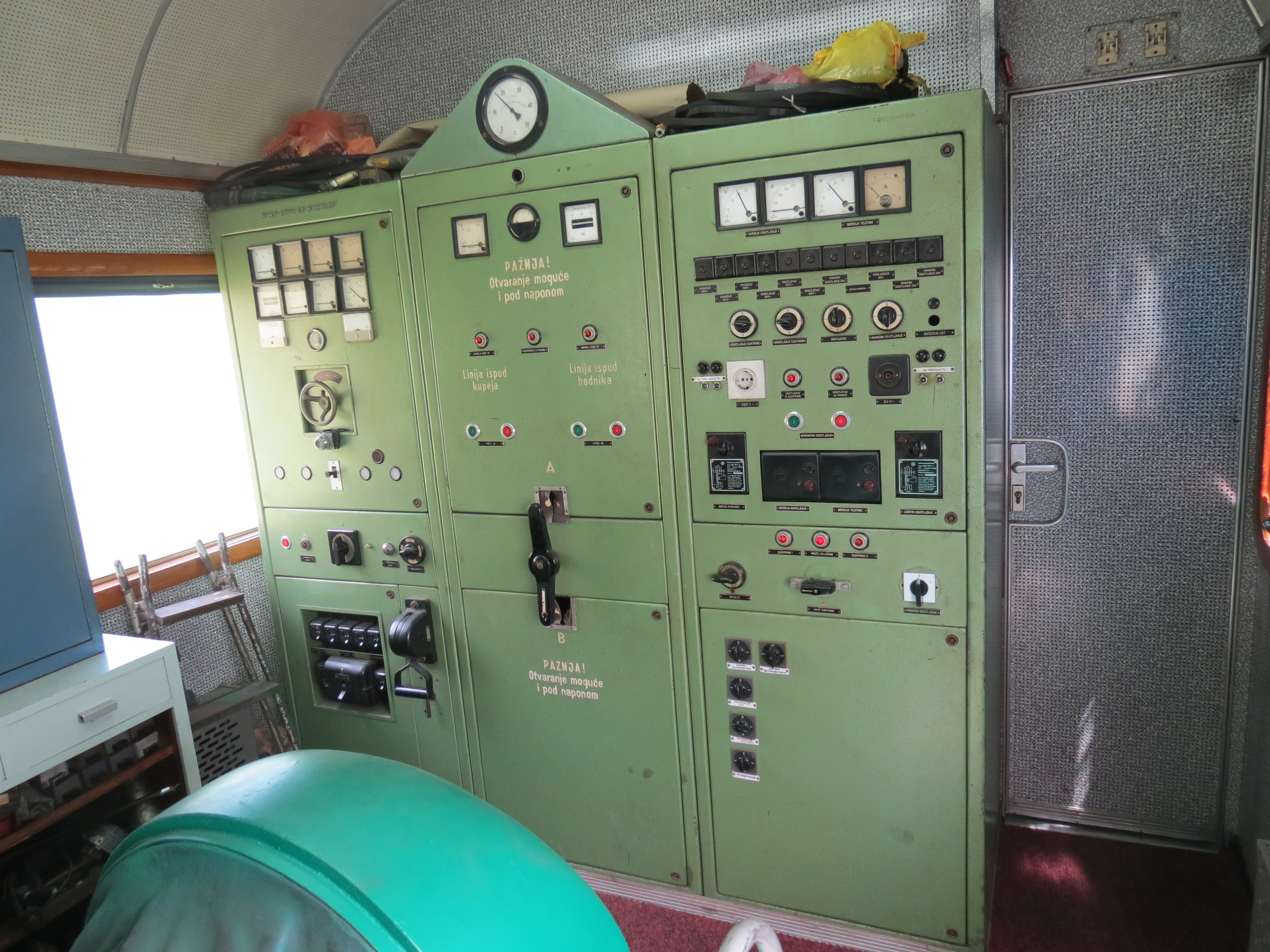
Salle des machines.
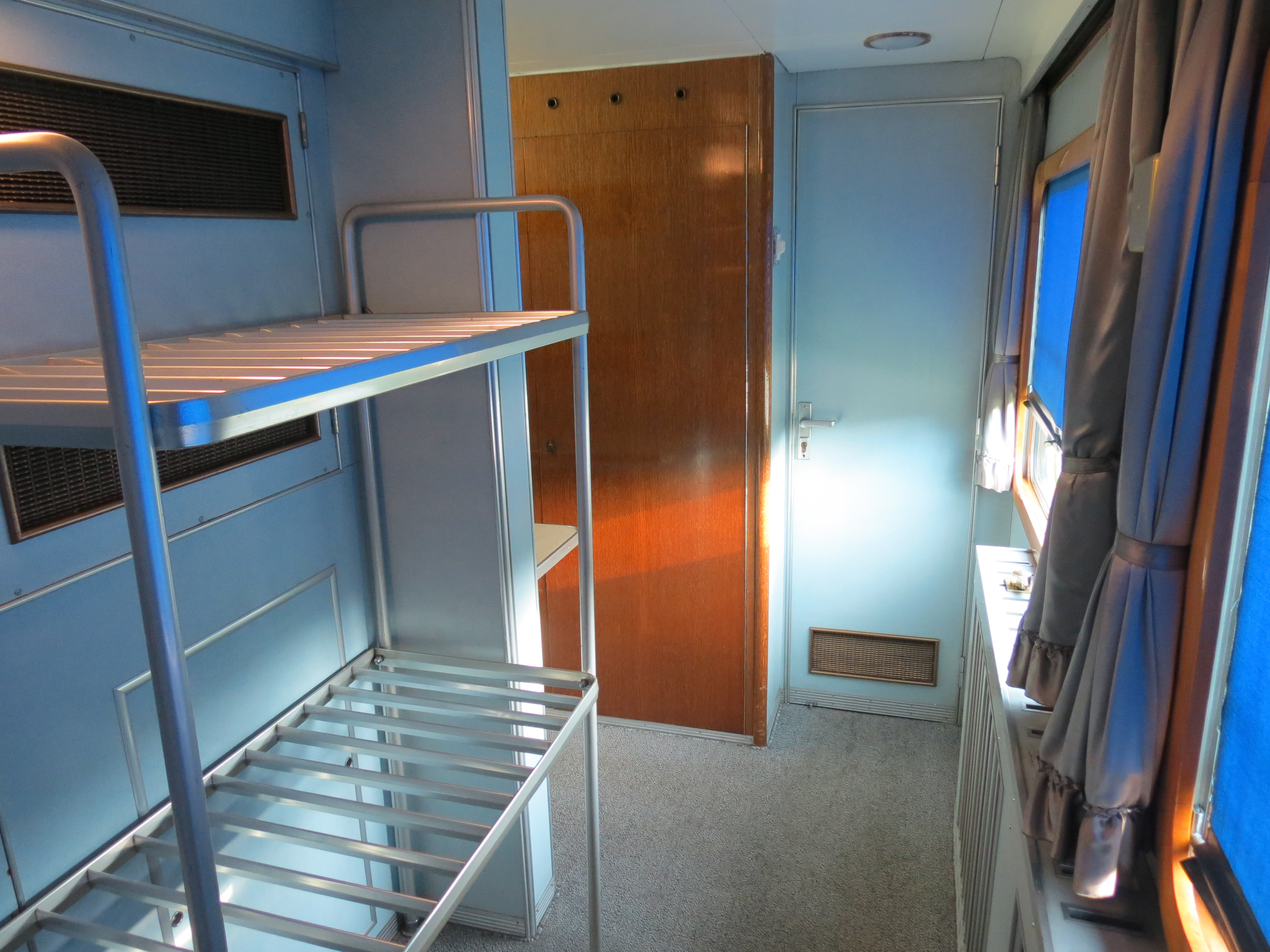
Cabine de rangement.
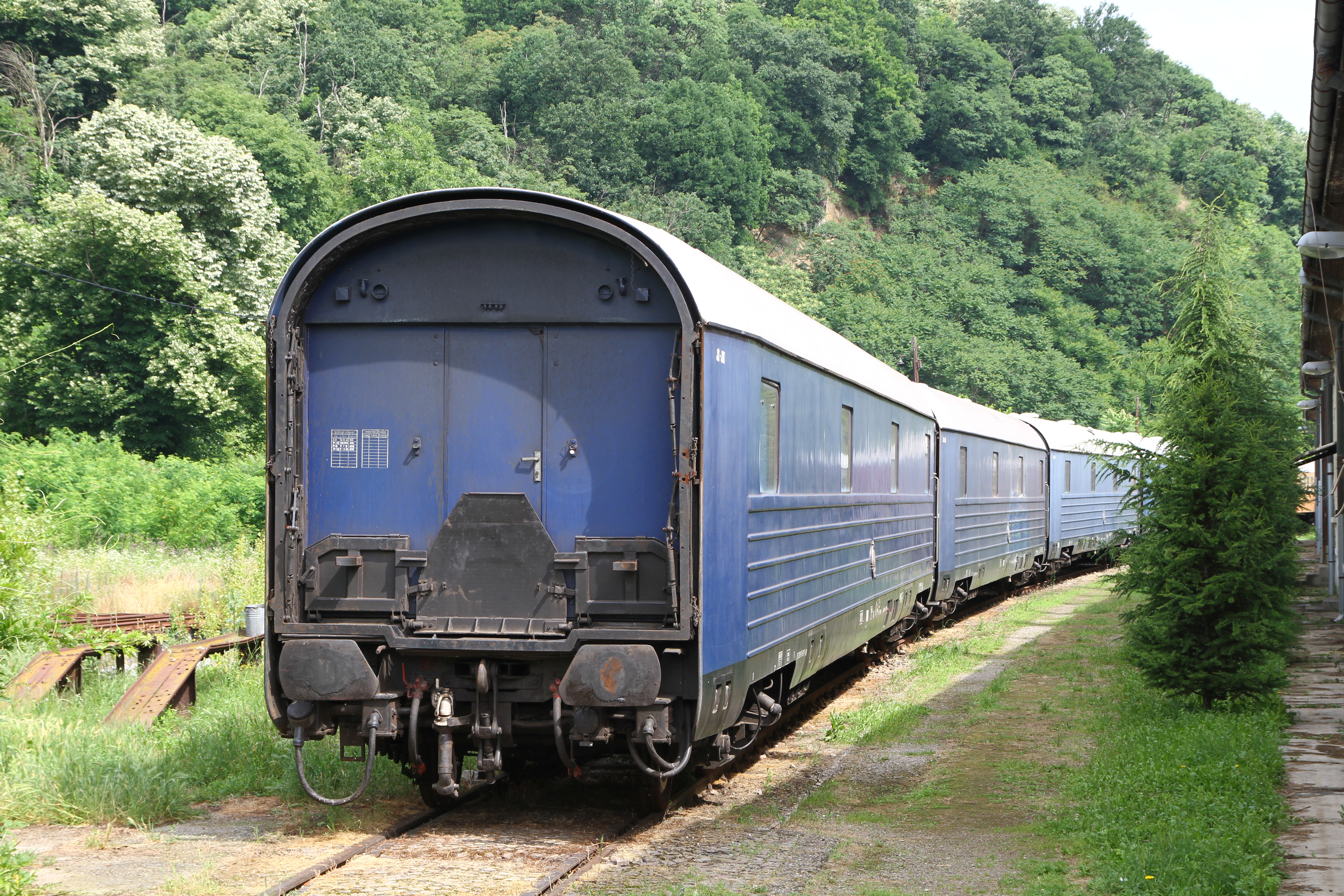
Unités stockées au dépôt de Topčider à Belgrade.